# Teratosphaeria corymbiae
Teratosphaeria corymbiae är en svampart som först beskrevs av Carnegie, Andjic & P.A. Barber, och fick sitt nu gällande namn av Carnegie, Andjic & P.A. Barber 2009. Teratosphaeria corymbiae ingår i släktet Teratosphaeria och familjen Teratosphaeriaceae.   Inga underarter finns listade i Catalogue of Life.